# Rob Novorolsky
Robert Anthony Novorolsky (* 7. Oktober 1984 in Seattle) ist ein US-amerikanischer Lacrosse-Trainer.

## Karriere
Novorolsky begann seine Karriere an der katholischen Eliteuniversität Notre Dame. In dem Lacrosse Team wurde er auf der Defense Position eingesetzt. Neben seinen Einsätzen absolvierte er einen Trainerschein. 2006 spielte er für die einzige Division II Lacrosse-Mannschaft der Westküste, das Team Washington in Sonoma. Zum ersten Mal arbeitete Novorolsky 2009 als Trainer, als er die Damenmannschaft Cal Poly SLO Mustangs in Kalifornien übernahm.
Seit Mai 2010 trainiert er die Damen- und die Jugendmannschaft des DHC Hannover. 2011 konnte er die Damenmannschaft zur Vizemeisterschaft und die Jugendmannschaft zur deutschen Meisterschaft führen. Im selben Jahr gewann er mit der Damenmannschaft die Austrian Lacrosse Open 2011.

## USA Starz
Neben seiner Tätigkeit als Coach beim DHC Hannover ist Novorolsky Trip Manager und Coach der Herren bei den USA Starz. Mit den USA Starz spielt Novorolsky gegen andere Lacrosse Mannschaften in ganz Europa und engagiert sich so für eine Verbreitung des Sports.